# Giải quốc gia Áo cho Văn học châu Âu
Giải quốc gia Áo cho Văn học châu Âu (Österreichischer Staatspreis für Europäische Literatur ), cũng thường gọi là Giải Văn học châu Âu (Europäischer Literaturpreis), là một giải thưởng văn học của "Bộ Giáo dục và Nghệ thuật" Áo dành cho các nhà văn châu Âu có tác phẩm văn học xuất sắc.
Giải được thành lập ở Vienne năm 1964, với tên ban đầu là "Nikolaus Lenau Preis" (Giải Nikolaus Lenau). Từ năm 1965 đổi tên như hiện nay.
Khoản tiền thưởng của giải hiện nay là 25.000 euro (2007).

## Những người đoạt giải
| Năm  | Nhà văn              | Quốc gia    |
| ---- | -------------------- | ----------- |
| 1965 | Zbigniew Herbert     | Ba Lan      |
| 1966 | W. H. Auden          | Anh         |
| 1967 | Vasko Popa           | Nam Tư      |
| 1968 | Václav Havel         | Tiệp Khắc   |
| 1970 | Eugène Ionesco       | Romania     |
| 1971 | Sławomir Mrożek      | Ba Lan      |
| 1972 | Peter Huchel         | Đông Đức    |
| 1973 | Harold Pinter        | Anh         |
| 1974 | Sándor Weöres        | Hungary     |
| 1975 | Pavel Kohout         | Tiệp Khắc   |
| 1976 | Italo Calvino        | Ý           |
| 1977 | Fulvio Tomizza       | Ý           |
| 1978 | Simone de Beauvoir   | Pháp        |
| 1980 | Sarah Kirsch         | Đông Đức    |
| 1981 | Doris Lessing        | Anh         |
| 1982 | Tadeusz Różewicz     | Ba Lan      |
| 1983 | Friedrich Dürrenmatt | Thụy Sĩ     |
| 1984 | Christa Wolf         | Đông Đức    |
| 1986 | Stanisław Lem        | Ba Lan      |
| 1987 | Milan Kundera        | Tiệp Khắc   |
| 1988 | Andrzej Szczypiorski | Ba Lan      |
| 1989 | Marguerite Duras     | Pháp        |
| 1990 | Helmut Heissenbüttel | Đức         |
| 1991 | Péter Nádas          | Hungary     |
| 1992 | Salman Rushdie       | Anh         |
| 1993 | Chinghiz Aitmatov    | Kyrgyzstan  |
| 1994 | Inger Christensen    | Đan Mạch    |
| 1995 | Ilse Aichinger       | Áo          |
| 1996 | Aleksandar Tišma     | Serbia      |
| 1997 | Jürg Laederach       | Thụy Sĩ     |
| 1998 | Antonio Tabucchi     | Ý           |
| 1999 | Dubravka Ugrešić     | Croatia     |
| 2000 | António Lobo Antunes | Bồ Đào Nha  |
| 2001 | Umberto Eco          | Ý           |
| 2002 | Christoph Hein       | Đức         |
| 2003 | Cees Nooteboom       | Hà Lan      |
| 2004 | Julian Barnes        | Anh         |
| 2005 | Claudio Magris       | Ý           |
| 2006 | Jorge Semprún        | Tây Ban Nha |
| 2007 | A. L. Kennedy        | Anh         |
| 2008 | Agota Kristof        | Hungary     |
| 2009 | Per Olov Enquist     | Thụy Điển   |
| 2010 | Paul Nizon           | Thụy Sĩ     |
| 2011 | Javier Marías        | Tây Ban Nha |
| 2012 | Patrick Modiano      | Pháp        |
| 2013 | John Banville        | Ireland     |
| 2014 | Lyudmila Ulitskaya   | Nga         |
| 2015 | Mircea Cărtărescu    | România     |
| 2016 | Andrzej Stasiuk      | Ba Lan      |
| 2017 | Karl Ove Knausgård   | Na Uy       |
| 2018 | Zadie Smith          | Anh         |
| 2019 | Michel Houellebecq   | Pháp        |
| 2020 | Drago Jančar         | Slovenia    |
| 2021 | László Krasznahorkai | Hungary     |